# 脂联素受体2
脂联素受体2（英語：Adiponectin receptor 2，缩写ADIPOR2）是一种由人类基因 ADIPOR2 编码的蛋白质。

## 结构
ADIPOR2和G蛋白偶联受体（GPCRs）类似，都拥有7个跨膜结构域。但是ADIPOR1的七跨膜的位置与GPCRs相反，N-端在细胞内，C-端在细胞外，也不能与G蛋白相互作用。

## 功能
脂联素的受体，ADIPOR1和ADIPOR2，能应答球状或全长的脂联素信号，促使AMPK和PPAR-α配体活性增加，以及脂肪酸的氧化和葡萄糖摄取。